# Koettlitz-Firnfeld
Das Koettlitz-Firnfeld ist ein grob quadratisches und 11 km breites Firnfeld im ostantarktischen Viktorialand. In der südlichen Royal Society Range liegt es am Kopfende des Koettlitz-Gletschers. Nach Westen und Süden wird es durch Mount Talmadge, Mount Rees und Mount Cocks begrenzt, nach Osten durch Mount Morning.
Das Advisory Committee on Antarctic Names benannte es 1994 nach dem gleichnamigen Gletscher. Dessen Namensgeber ist Reginald Koettlitz (1861–1916), Arzt und Botaniker der Discovery-Expedition (1901–1904) unter der Leitung des britischen Polarforschers Robert Falcon Scott.